# Теоријска географија
Теоријска географија или теоретска географија је дисциплина опште географије која представља укупност узајамно повезаних фундаменталних чинилаца, који су саставни део свих географских области, наука и дисциплина. Бави се изучавањем просторних веза између објеката, појава и процеса, као и утврђивањем њихових законитости и предвиђаем њихове промене и даљег развоја. Њен задатак је да утврди место неког објекта у природно-друштвеном систему.